# 현대약품
현대약품(現代薬品)은 1965년에 설립한 대한민국의 완제 의약품 제조 업체이다.

## 연혁
- 1965. 07. 16 현대소독화학공업으로 설립
- 1967. 10. 10 부천 제 1, 2 공장 완공
- 1969. 11. 01 액상형 파스 현대물파스 생산개시
- 1970. 04. 28 가축 전염병예방 상비약 단졸 출시
- 1973. 08. 16 풍전제약주식회사 인수 합병
- 1973. 11. 10 사명을 현대소독화학공업에서 현대약품공업㈜으로 변경
- 1975. 01. 03 위장병 치료제 바루나 출시
- 1976. 10. 20 진해거담제 리나치올 출시
- 1982. 03. 10 스위스 먼디파마社가 개발한 여성청결제 지노베타딘 1회용 포장형태 출시
- 1985. 02. 24 서방형 빈혈치료제 헤모콘틴정 출시
- 1985. 10. 25 천안 G.M.P 공장 제 1차 준공
- 1986. 07. 10 천안 G.M.P 공장 제 2차 준공
- 1987. 03. 01 영국 STIFEEL社 기술제휴한 피부병치료제 사르나 로션 출시
- 1990. 10. 09 독자기술로 개발을 한 코감기치료제 시노카 출시
- 1996. 04. 09 독자기술로 개발을 한 바르는 모기기피제 버물리 출시
- 2007. 02. 12 사명을 현대약품공업㈜에서 현대약품㈜으로 변경
- 2012. 09. 18 미르타자핀 성분의 우울증 치료제 멀타핀 출시

## 제품

### 일반의약품
- 현대 물파스에프 (구,현대 물파스에이)
- 시노카엔플러스 (발매예정)
- 버물리 (버물리에스,버물리에스(솔타입),둥근머리버물리겔,버물리플라스타,버물이카리딘케어)
- 마이녹실 (마이녹실액 5%, 마이녹실겔 5%, 마이녹실액 3%, 복합마이녹실 5%, 마이녹실에스)
- 루핑
- 유린타민
- 덱스녹실
- 현대에어파스
- 솔루록센
- 솔루펜 색소 / 무색소
- 누보클렌
- 나프젠액 / 크림
- 풋원겔
- 메타지크림
- 이바프텐액
- 시로제노
- 시노타딘
- 디나펜플라스타
- 디나펜카타플라스마
- 케프로텍플라스타
- 케프로텍카타플라스마
- 리버350
- 헤파멜즈
- 속시탈정
- 위푸린에스산
- 아시클로버
- 블리스텍스 (4종)
- 마이실허브 (1호, 2호)
- 폼포미 (하이드로겔, 아쿠아밴드, 고탄력밴드)
- 라니아정
- 솔루샷 (코프,노즈,쿨)
- 댄스탑

### 전문의약품
- 멀타핀정 (미르타자핀 - 항우울제)
- 노레보원정/엘라원정 (경구용 응급피임약)
- 다이시드서방정
- 다모다트
- 타미린정
- 하이페질정
- 하이페질오디정
- 미라프정
- 미라프서방정
- 팍세틸정
- 팍세틸CR정
- 야로즈정 (사전피임약)
- 아빌라핀정 (아리피프라졸 - 조현병 치료제)

### 건강기능식품
- 스펙타민

### 음료부문
- 미에로화이바/미에로화이바 스파클링제로
- 헬씨100
- 블루베리미
- 땡큐배리진생
- 흑생
- 에너린

### 화장품
- 랩클
- 마이녹셀샴푸

## 단종제품
- 단졸
- 현대휠타
- 하이크린
- 바루나
- 파녹산겔
- 프렉톤
- 지노베타딘 (현,한국먼디파마 수입 판매이관)
- 베타가글
- 오투팩
- 헤모콘틴
- 코판시럽
- 사르나
- 팡가졸
- 졸리탈-비
- 오일라튬
- 네오푼다
- 물팝크림
- 시토닐
- 카로에프
- 카렌비타
- 한생액
- 알크로반크림

## 사업장 현황
- 본사: 서울특별시 강남구 봉은사로 135
- 본점(사업장 소재지): 충청남도 천안시 동남구 풍세면 잔다리길 55
- 음료부문: 경상남도 합천군 율곡면 임북길 196